# フリートラントの戦い

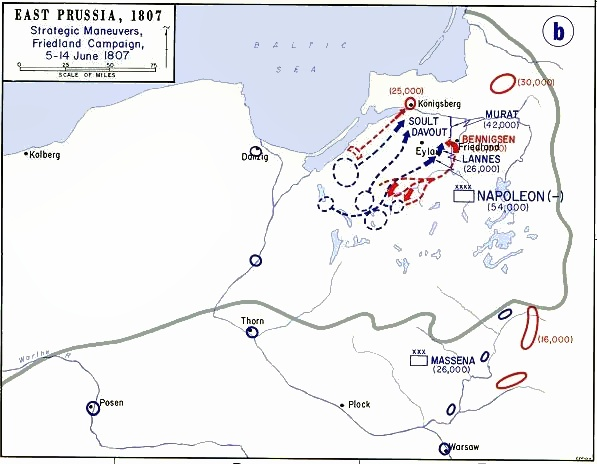
フリートラントの戦い前後の両軍の機動

フリートラントの戦い（フリートラントのたたかい、英: Battle of Friedland, 仏: Bataille de Friedland）は、1807年6月14日におこなわれた、ナポレオン戦争の主要な戦闘の1つ。東プロイセン東部のフリートラント（現ロシア連邦カリーニングラード州プラヴディンスク）周辺地域で、皇帝ナポレオン1世率いるフランス軍が、ベニグセン率いるロシア軍を破った。ロシア軍は戦闘が終わった後、撤退時にウィナ川を渡って潰走した。
フリートラントの戦いは1807年の始めのアイラウの戦いでフランス、ロシア共に決定的な戦果が挙げられなかったことから発生した。フリートラントの街でランヌの軍団が一見孤立しているように見えることにベニグセンが気付いた時にこの戦いは始まった。ベニグセンはズナメンスクへ安全に北に行進することのみを計画しており、数的にまさるナポレオンの軍に敢えて戦いを挑もうとは考えていなかった。しかしベニグセンはこの時フランスの孤立した部隊を壊滅させる好機と考え、全軍をウィナ川を渡河させた。ランヌはナポレオンの増援が到来するまで、ロシアの攻撃から陣地を防衛した。ベニグセンは50,000名から60,000名のロシア軍を呼び寄せて、ナポレオンの全軍が到着するまでに川を渡り撤退したが、自身の病状が悪化し、フリートラントに留まることを決意したが、彼の無防備で疲弊した軍を守るための方策を何も取らなかった。夕方になるまでにフランスは戦場に80,000名の兵力を集結させた。数的優位に頼り、ナポレオンはロシアの左翼に対して攻撃を命じた。フランスの攻撃によってロシア軍は押し返され、川の方面に押し込まれた。フランスの攻勢に耐えかねて、ロシア軍は崩壊し、ウィナ川を渡って逃亡を開始したが、渡河の際に多くの兵士が溺れ死に、その数は正確に分かっていない。ロシア軍はこの戦場で40％以上の兵を損失した。
ナポレオンの圧倒的な勝利は講和が必要であることをロシアの政治指導層に納得させるのに十分であった。フリートラントの戦いは第3次対仏大同盟を終わらせ、アレクサンドル1世はしぶしぶナポレオンとの講和条約の席についた。これらの議論はティルジットの和約で頂点に達した。この和約でロシアはイギリスに対する大陸封鎖に参加し、プロイセンがほぼ半分の領土を割譲することに同意した。プロイセンの喪失した領土はヴェストファーレン王国が建国され、この国はナポレオンの弟のジェローム・ボナパルトが統治した。ティルジットではイオニア諸島のフランスの統治が認められた。イオニア諸島は地中海の入り口として戦略上重要な地であった。もはや大陸の国家でフランスのヨーロッパの支配に対して、挑戦する国はなかったため、一部の歴史家はティルジットの和約がナポレオンの絶頂期であると考えている。
この戦いはマレンゴの戦いとは逆に主力が遊兵を助けるという別な意味でよく似た経過をたどった。6月14日は、7年前のマレンゴの戦いの戦勝記念日でもある。

## 背景
1805年、ヨーロッパは第三次対仏大同盟に巻き込まれた。1805年12月のアウステルリッツの戦いでフランスが勝利した後、1806年にプロイセンは自身の中央ヨーロッパにおける影響力を取り戻すために戦争に突入した。
1806年、イエナ・アウエルシュタットの戦いでプロイセン軍は壊滅的打撃を受け、国王フリードリヒ・ヴィルヘルム3世は東プロイセンへ逃れた。ロシア軍がプロイセンの救援に向かい、1807年2月7日-8日、フランス軍との間でアイラウの戦いとなった。この戦いは両軍とも大きな損害を出し、決着は着かなかった。
フランス軍は一旦後退し、ルフェーブルを指揮官として3月18日からダンツィヒの攻囲戦を開始。5月27日にプロイセン軍守備隊が降伏した。その間にロシア軍も、プロイセンの臨時首都となっていたケーニヒスベルクを拠点に再編成を終えた。
6月にロシア軍は活動を再開し、6月10日のハイルスベルクの戦いでフランス軍に対して戦術的勝利を収め、東プロイセンを南北に流れるアレ川（ポーランド語: Łyna、フランス語: Alle）の東に後退した。ナポレオンは、ロシア軍を追うのではなく、その出撃拠点を叩くことを企図し、ケーニヒスベルクへ軍を向けた。これに対してロシア軍は、フランス軍の中で最も東側を進撃していたランヌ軍団を捕捉撃滅すべく、ケーニヒスベルクの南東約50キロの町フリートラントにおいて、再びアレ川を渡った。

## 経過
- Napoleon Series Map Archives - ハイルスベルクの戦い後の両軍の移動経路図、及びフリートラントの戦いの配置図が見られる。

6月13日深夜、ロシア軍はアレ川西岸のフリートラントの市街地を占領し、そこに進出していたランヌ軍団の先遣部隊を駆逐した。ランヌ軍団主力はいまだフリートラントへの途上にいた。急ぎグルーシーの騎兵部隊が、フリートラントの北西約3キロにあるハインリッヒスドルフの村落を確保し、6月14日明け方、フリートラント・ハインリッヒスドルフ間で戦いが始まった。14日午前9時の時点で、ロシア軍が45,000をアレ川西岸に投入したのに対して、戦場のフランス軍はランヌ指揮下の9,000とグルーシー指揮下の8,000に過ぎなかった。ランヌはコサック騎兵の浸透を受けつつも、巧みな指揮によって後退しつつ時間を稼いだ。
このときまでにロシア軍は二つの失策を犯していた。第一は、ハイルスベルクからフリートラントまでの50キロ以上を短時間で踏破してきたために14日午前中は十分な戦闘態勢が整っていなかったこと、第二のより致命的な失策は、アレ川で主力部隊と予備兵力とが分断され、さらには西岸の主力部隊も、フリートラント市内を流れる用水路によって南北に分断されていたことである。

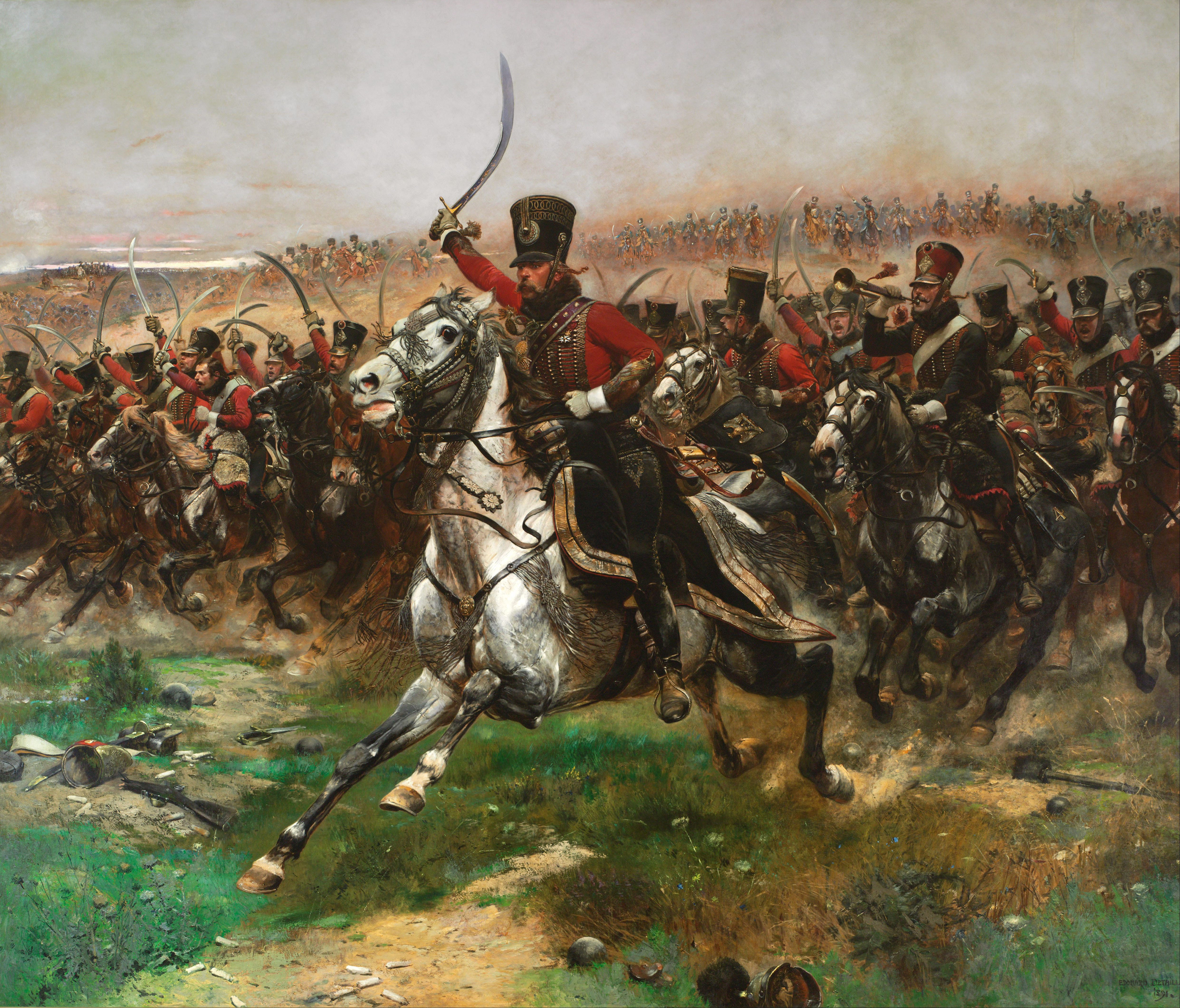
フリートラントの戦いでの第4軽騎兵連隊。エドワード・デタイユによる"フランス皇帝万歳!"(1891年)

正午までにモルティエの増援部隊がコサック騎兵を撃退し、ナポレオンも戦場に到着した。午後4時までにはネイ軍団とヴィクトール軍団も戦場に到着し、フランス軍は80,000近くを集結させることができた。このとき、翌日にはミュラ軍団とダヴー軍団も戦場に到着すると予想されたため、ナポレオンの幕僚は14日中の反撃開始に反対した。だがナポレオンは、ロシア軍の致命的失策と、それによって生じた瞬間のチャンスを見逃さなかった。ナポレオンはネイに向けて、フリートラントの街を指差しこう言った。「あれがゴールだ。わき目もふらず前進せよ。」午後5時、用水路南側のロシア軍左翼を攻撃目標として、猛烈な砲撃とともにネイ軍団が前進を開始した。ロシア軍は予備の騎兵を投入し、一時ネイ軍団が押し返される局面もあったが、デュポン師団と近衛砲兵隊が増援に駆けつけこれを撃退した。午後8時までにロシア軍左翼は崩壊し、ネイは用水路南側を制圧した。アレ川にかかる橋梁が焼け落ちたことで、用水路北側に残っていたロシア軍右翼は退路を失った。
ロシア軍は川を渡って潰走する際に、多くの兵士が溺れ死に莫大な損害を被った。北にはアレンブルク道を通って撤退した右翼が依然戦力を保持しており、フランスの左翼は整然と追撃を行った結果、まだ動けない状態だった。フランスの損害はおおよそ10,000名であったが、ロシアは少なくとも20,000名の損害を被った。

## 結果
6月16日にはスルトがケーニヒスベルクを占領し、プロイセンは完全に敗北した。6月19日にアレクサンドル1世はフランスに使節を送り、フランスとの休戦を模索した。ナポレオンはヴィスワ川がフランスとロシアのヨーロッパの影響を及ぼす自然国境であると使節に断言した。この原則に基づいて、ナポレオンとアレクサンドル1世はティルジットの街のネマン川のいかだの上で休戦の交渉を始めた。アレクサンドル1世はナポレオンの反応を探るために最初にこう切り出した。"私はあなたと同じくらいイギリスを憎んでいる"伝えられる所ではナポレオンはこのように回答した。"そうであれば我々は既に休戦している。"2人の皇帝は数日に渡ってお互いの軍について批評し、勲章を渡しあい、政治とは無関係のこともしばしば話した。
ティルジットの条約は華やかで外交上上品であったが、残酷な政治学から逃れることはなかった。アレクサンドルは弟のコンスタンチン・パヴロヴィチからナポレオンと休戦するよう圧力をかけられていた。
7月7日、ナポレオンとロシア皇帝アレクサンドル1世はティルジットの和約に合意した。和約によって、フランスとロシアとの間には協調関係が成立した。ポーランドはワルシャワ公国として独立を回復し、プロイセンはエルベ川以西の領土を失ったうえ巨額の賠償金を課せられた。